# Леопольд Кобер
Леопольд Кобер (21 вересня 1883, Пфаффштеттен — 6 вересня 1970, Гальштат) — австрійський геолог і професор Віденського університету з 1923 по 1954 рік.

## Життєпис
Кобер виріс у Бадені (Нижня Австрія) і закінчив там атестат середньої школи. Він отримав ступінь доктора геології у Віктора Уліга у Віденському університеті в 1908 році. Окрім польових досліджень в Альпах, він також подорожував до північної Аравії та Таврських гір. У 1913 році він закінчив свою абілітацію під керівництвом Едуарда Зюсса. Під час Першої світової війни він провів чотири роки як російський військовополонений у Казані та Ташкенті, де проводив геологічні дослідження. У 1923 році він став доцентом, а в 1937 році змінив Зюсса на посаді повного професора Віденського університету. У 1920-х роках він подорожував середземноморськими гірськими хребтами на власному автомобілі для проведення польових досліджень. Після Другої світової війни відновив Геологічний інститут і в 1954 році вийшов на пенсію.
Кобер був відомим дослідником структури Альп і теорії покрову і приписував утворення гір — згідно з широко поширеною теорією того часу — стисненням Землі. Він написав 15 підручників, які вплинули на наступне покоління геологів, і понад 100 геонаукових статей.
Він отримав Гран-прі Кюв'є Французької академії наук у 1925 році, Почесну медаль міста Відня у 1953 році, пам'ятну монету Едуарда Зюсса та Медаль Кернера за науку у 1958 році. У 1954 році він став членом Лондонського геологічного товариства.

## Праці
- Leitfaden der Geologie für Mädchenlyceen, Wien 1919
- Der Bau der Erde. Eine Einführung in die Geotektonik, Gebrüder Borntraeger, Berlin, 1921, 2. Auflage 1928
- Lehrbuch der Geologie, Verlag Hölder-Pichler-Tempsky, Wien 1923
- Bau und Entstehung der Alpen, Gebrüder Borntraeger, Berlin 1923, 2. Auflage, Wien, Deuticke 1955
- Gestaltungsgeschichte der Erde, Gebrüder Borntraeger, Berlin 1925
- Geologie der Landschaft von Wien, Springer Verlag 1926
- Das Werden der Alpen, Karlsruhe 1927
- Das alpine Europa, Gebrüder Borntraeger 1931
- Der geologische Aufbau Österreichs, Springer Verlag 1938
- Weltbild der Erdgeschichte, Verlag Gustav Fischer, Jena 1932
- Gebirgsbau der Erde, Handwörterbuch der Naturwissenschaften, Band 4, 2. Auflage, Jena 1933, S. 730—778
- Die Orogentheorie. Ein geologisches Gestaltungsbild, Scientia, Mailand, Band 59, 1933
- Tektonische Geologie, Gebrüder Borntraeger, Berlin 1942
- Wiener Landschaft, Touristik Verlag, Wien 1947
- Vom Bau der Erde zum Bau der Atome. Grundlagen und Grundlinien des modernen kosmo-geologischen Weltbildes, Universum Verlag, Wien 1949

## Інтернет-ресурси
- Walter Medwenitsch: Leopold Kober. In: Mitteilungen der Geologischen Gesellschaft in Wien, 63. Band, 1970, S. 207—216 (Nachruf; Шаблон:ZOBODAT).
- Geologische Bundesanstalt — Nachruf Leopold Kober (PDF-Datei; 348 kB)